# Dura amplipennis
Dura amplipennis är en fjärilsart som beskrevs av Walker 1865. Dura amplipennis ingår i släktet Dura och familjen tofsspinnare. Inga underarter finns listade i Catalogue of Life.